# Sfenokorona
| Sfenokorona           | Sfenokorona                    |
| --------------------- | ------------------------------ |
|                       |                                |
| Vrsta                 | Johnsonovo telo J81-J82-J83    |
| Stranske ploskve      | 2x2+2x4 trikotnikov 2 kvadrata |
| Oglišča               | 10                             |
| Robovi                | 22                             |
| Konfiguracija oglišča | 4(33.4) 2(32.42) 2x2(35)       |
| Grupa simetrije       | C2v                            |
| Dualni polieder       | -                              |
| Lastnosti             | konveksna                      |
| mreža telesa          |                                |

Sfenokorona je eno izmed Johnsonovih teles (J86). Je osnovno Johnsonovo telo, ki ga ni mogoče narediti s postopkom "odreži in prilepi" (cut and paste) katerega izmed arhimedskih ali platonskih teles.
V letu 1966 je Norman Johnson (rojen 1930) imenoval in opisal 92 teles, ki jih sedaj imenujemo Johnsonova telesa.

## Prostornina in površina
Naslednja izraza za prostornino (V) in površino (P) sta uporabna za vse vrste stranskih ploskev, ki so pravilne in imajo dolžino roba a 
{\displaystyle V=({\frac {1}{2}}{\sqrt {1+3{\sqrt {\frac {3}{2}}}+{\sqrt {13+3{\sqrt {6}}}}}})a^{3}\approx 1,51535...a^{3}}
{\displaystyle P=(2+3{\sqrt {3}})a^{2}\approx 7,19615...a^{2}}.